# Qūrchī Kandī
Qūrchī Kandī är en ort i Iran.   Den ligger i provinsen Östazarbaijan, i den nordvästra delen av landet, 500 km nordväst om huvudstaden Teheran. Qūrchī Kandī ligger 1 874 meter över havet och antalet invånare är 251.
Terrängen runt Qūrchī Kandī är kuperad åt nordväst, men åt sydost är den bergig.Runt Qūrchī Kandī är det ganska glesbefolkat, med 30 invånare per kvadratkilometer. Närmaste större samhälle är Ahar, 10,5 km norr om Qūrchī Kandī. Trakten runt Qūrchī Kandī består i huvudsak av gräsmarker.